# Elliott See
Elliott McKay See, Jr. (23. července 1927, Dallas, stát Texas, USA – 28. února 1966) byl americký letecký inženýr, který zahynul při havárii letadla. Absolvoval přípravu amerických astronautů, do vesmíru však neletěl.

## Životopis
V roce 1949 vystudoval obchodní námořní akademii a poté pracoval u společnosti General Electric jako inženýr a zkušební pilot, kromě období 1953 – 1956 kdy byl pilotem námořního letectva. Titul leteckého inženýra získal v roce 1962 po ukončení studia na Kalifornské univerzitě v Los Angeles a téhož roku se dostal do druhé skupiny budoucích amerických astronautů při NASA. Po absolvování výcviku byl jmenován záložním pilotem pro misi Gemini 5 a poté pilotem základní posádky na Gemini 9. Byl veden jako nevoják, civilista. Byl ženatý a měl tři děti.
Byl letcem. Při jednom z letů s cvičným letounem Northrop T-38 Talon poblíž města St. Louis v Missouri došlo ke katastrofě a See spolu s kolegou, budoucím astronautem Bassettem zahynuli při přistávacím manévru za velmi špatného počasí..